# Tzitzimime

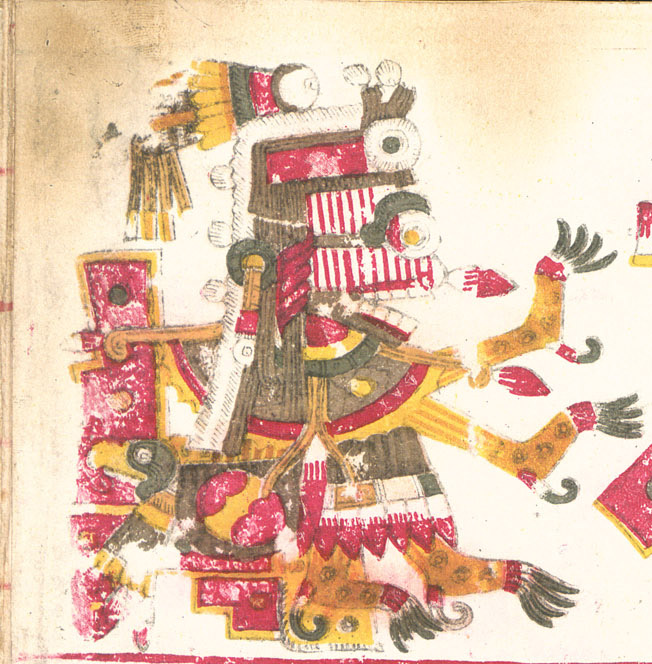
Itzpapalotl, la più importante tra le tzitzimime

Le tzitzimime, nella mitologia azteca, erano delle divinità mostruose provenienti dalle tenebre. Erano di sesso femminile e avevano sembianze scheletriche.
Il loro arrivo era collegato al mito cosmogonico secondo il quale, nell'ultima Età del mondo, l'umanità sarebbe stata distrutta. Con l'avvento dei conquistadores, la profezia non si completò e il dominio delle tzitzimime sul mondo fu rinviato. Controllavano il mondo dal cielo, sotto forma di demoni-stella, manifestandosi pericolosamente durante la notte.
Venivano raffigurate come scheletri con un serpente in posizione fallica (nonostante fossero considerate femmine), una collana di mani e cuori umani e orecchini a forma di mano.
Si dividevano in quattro categorie:
- Iztactzitzimitl (mostri bianchi)
- Xouchcaltzitzimitl (mostri blu)
- Coztzitzimitl (mostri gialli)
- Itlatlauhcatzitzimitl (mostri rossi)

La più importante tzitzimime era Itzpapalotl.